# Алита: Борбени анђео
Алита: Борбени анђео (енгл. Alita: Battle Angel) је амерички филм из 2019. године редитеља Роберта Родригеза заснован на манга серији „Борбени анђео Алита”. Сценарио потписују Џејмс Камерон и Лаета Калогридис, док су продуценти филма Џејмс Камерон, Роберт Родригез и Џон Ландау. Музику је компоновао Том Холкенборг холандски ди-џеј познатији као Junkie XL.
Насловну улогу тумачи Роса Салазар као Алита, а у осталим улогама су Кристоф Валц, Џенифер Конели, Махершала Али, Ед Скрејн, Џеки Ерл Хејли, Киан Џонсон и Каспер ван Дин. Светска премијера филма је одржана 31. јануара 2019. године у Уједињеном Краљевству, док је филм реализован у америчким биоскопима 14. фебруара исте године.
Буџет филма је износио 170 милиона долара, а зарада 404,9 милиона долара.

## Радња
Др Идо (Кристоф Валц) проналази остатке киборг девојке. По повратку свести, киборг не може ничега да се сети, али открива да поседује знање борбене технике киборга, након чега почиње да тражи изгубљене успомене.

## Улоге
| Глумац         | Улога            |
| -------------- | ---------------- |
| Роса Салазар   | Алита            |
| Кристоф Валц   | Др Дајсон Идо    |
| Џенифер Конели | Др Чајрен        |
| Махершала Али  | Вектор           |
| Ед Скрејн      | Запан            |
| Џеки Ерл Хејли | Гревишка         |
| Киан Џонсон    | Хјуго            |
| Мишел Родригез | Гелда            |
| Ејса Гонсалес  | Нисијана         |
| Лана Кондор    | Којоми           |
| Марко Сарор    | Аџакути          |
| Џеф Феј        | МекТиг           |
| Рик Јун        | мајстор Клајв Ли |
| Каспер ван Дин | Ејмок            |